# Tar nünüke
A tar nünüke (Meloe brevicollis) a hólyaghúzófélék családjába tartozó, Eurázsiában és Észak-Afrikában honos bogárfaj. 

## Megjelenése
A tar nünüke testhossza 7-24 mm, a hímek valamivel kisebbek és karcsúbbak a nőstényeknél. Színe fényes kékesfekete, bár a nőstények néha zöldes árnyalatúak és vannak fekete példányok is. Feje és előháta kopasz, nem szőrözött. Feje nagy, jóval szélesebb a tornál, egyenletesen domború, nincsenek középső vagy szem mögötti bemélyedések. Felszíne közepesen erősen, de nem túl sűrűn pontozott. Csáprágói erősek, végük csapott, tövük kívülről nem láthatóan fogazott. Csápjai rövidek, egyenesek (módosult ízek nélkül) a végük felé csak enyhén vastagodnak. Az előhát rézsútos, kb. a középvonalánál a legszélesebb, oldalai kerekek, hátulsó szegélye majdnem egyenes. Felszíne kissé domború, kb. ugyanúgy pontozott, mint a fej. A nünükéknél megszokott módon potroha rendkívül duzzadt, szárnyfedői csak a potroh egy részét takarják. A szárnyfedők a tövüknél átfednek, felszínük egyenetlen, ráncolt, nagyon finoman pontozott. 

## Elterjedése
Eurázsiában és Észak-Afrikában honos, a Brit-szigetektől egészen Kelet-Szibériáig. Bár az intenzív mezőgazdaság terjedésével az utóbbi évtizedekben jelentősen megritkult, Európában még mindig viszonylag elterjedt és helyenként gyakori is lehet, főleg Közép- és Dél-Európában. Norvégiából és Finnországból kipusztult és Svédországban is csak három helyről ismert.  

## Életmódja
Virágokban gazdag, háborítatlan száraz nyílt gyepek, rétek, homokgyepek, dűnék lakója. Az imágók márciustól júniusig (leginkább májusban) aktívak. Tavasszal különféle növényekkel táplálkoznak. Párzáskor a hímek keresik meg a nőstényeket. A kopulációra a talajon kerül sor és eközben a nőstény gyakran már keresi a megfelelő peterakó helyet. Ez általában különféle magányos életmódú méh fészkének közelében található, mert rokonaihoz hasonlóan lárvája a méheken élősködik. A nőstény több lyukat kapar a földbe és mindegyikbe több száz petét rak, majd gondosan befedi őket. A peterakó időszak több hétig tarthat és a nőstény több ezer petét termel. A kikelő lárvák felmásznak a virágokra és belekapaszkodnak az arra látogató méhekbe. Legtöbbjük nem talál megfelelő gazdaállatot és elpusztul. A méhhel a fészekbe szállíttatják magukat, ahol a méhsejtekben felhalmozott nektárral, virágporral, valamint a méh petéjével vagy lárvájával táplálkoznak. Ha teljesen kifejlődtek akkor még mindig a fészekben bebábozódnak és áttelelés után az imágó a következő tavasszal kel ki. Évente egy nemzedéke nő fel. 
Magyarországon védett, természetvédelmi értéke 10 000 Ft. 

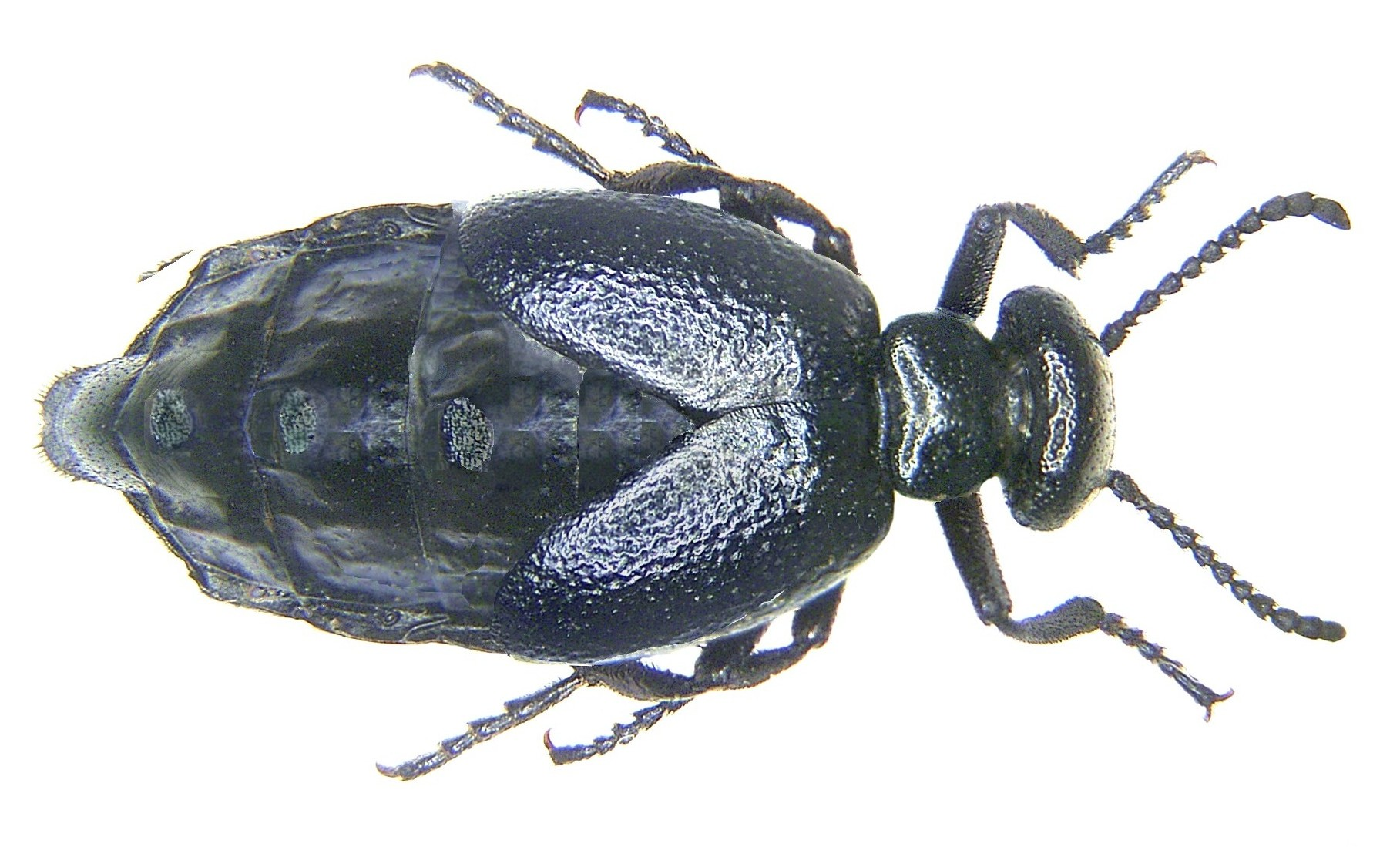
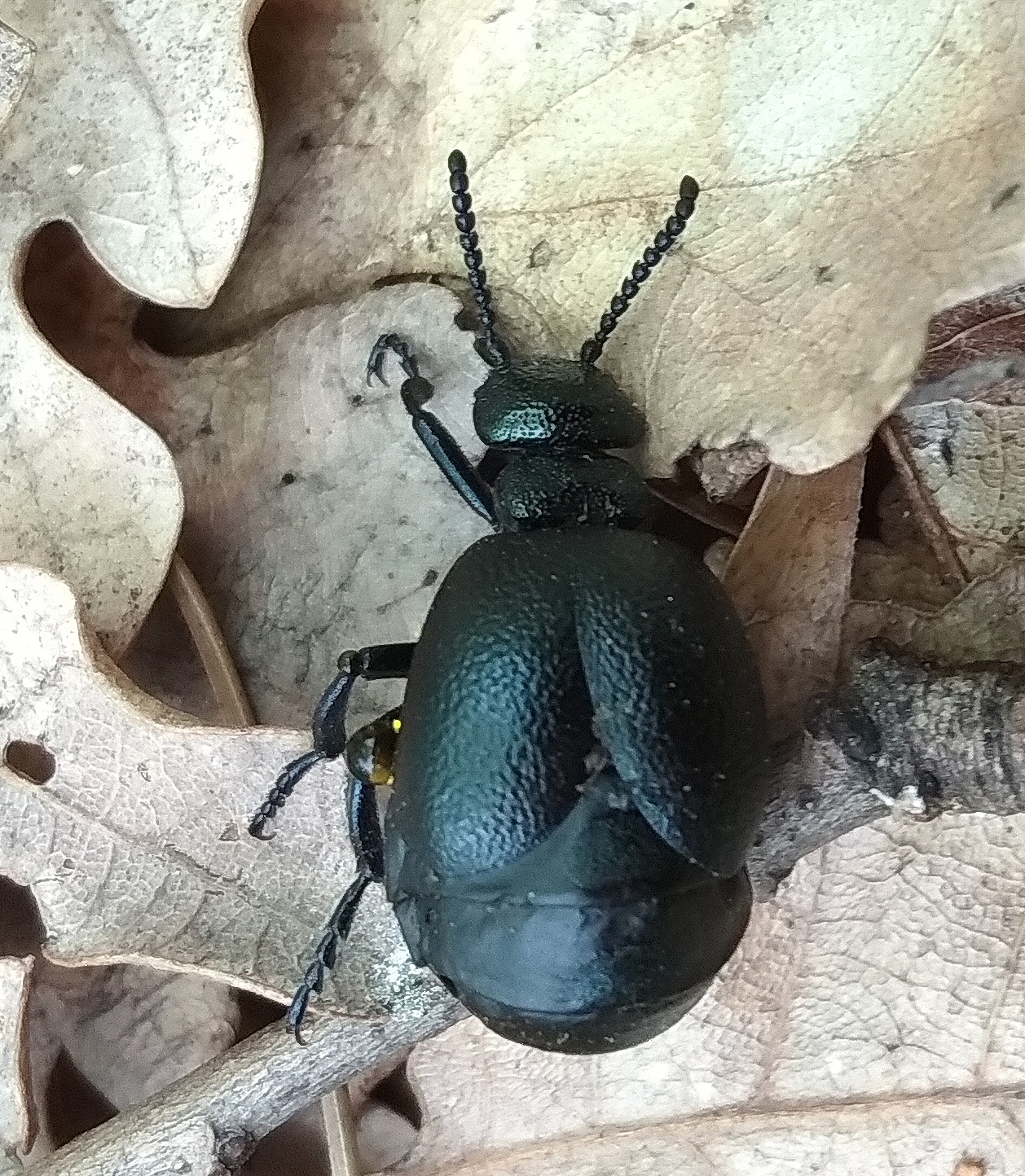
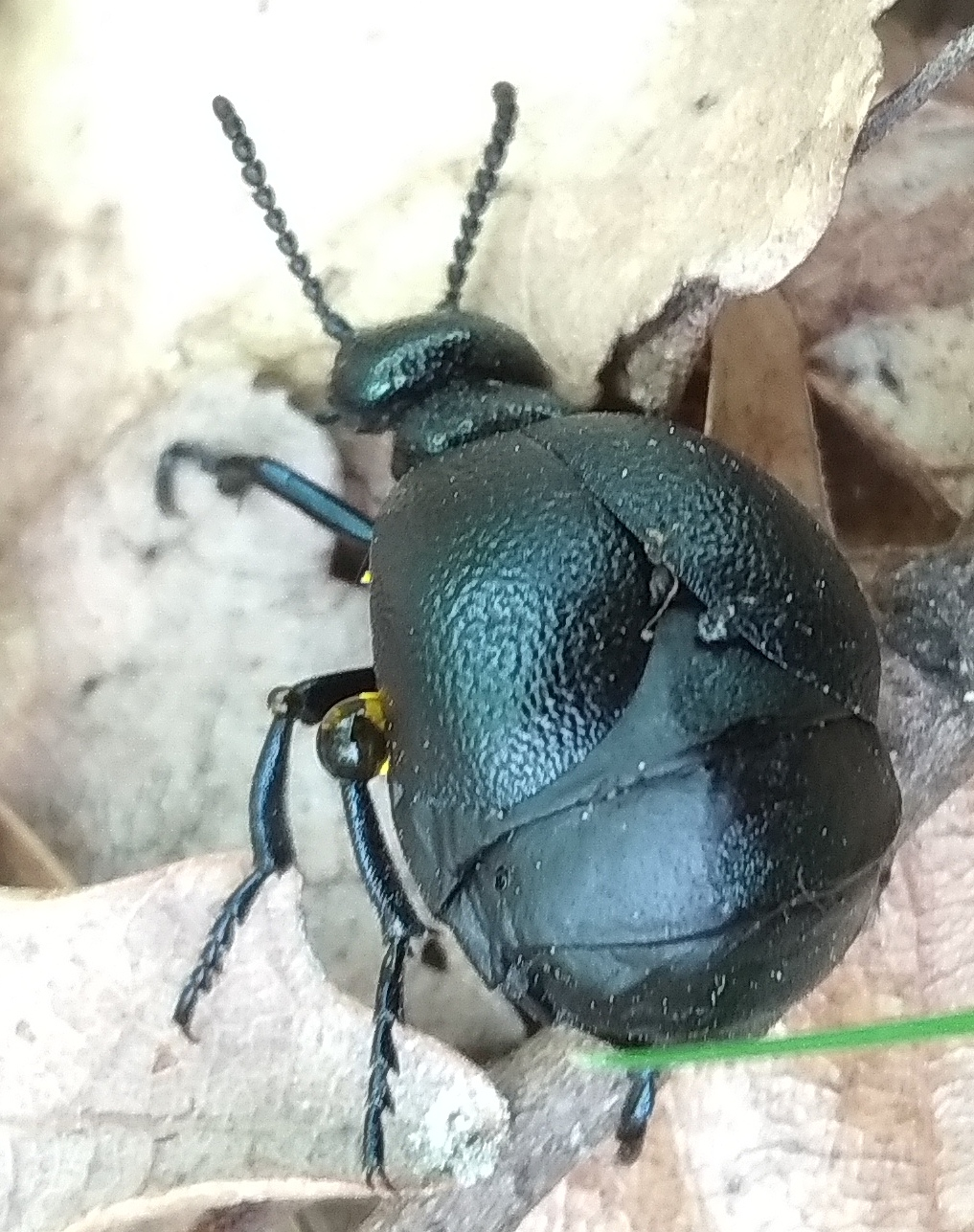
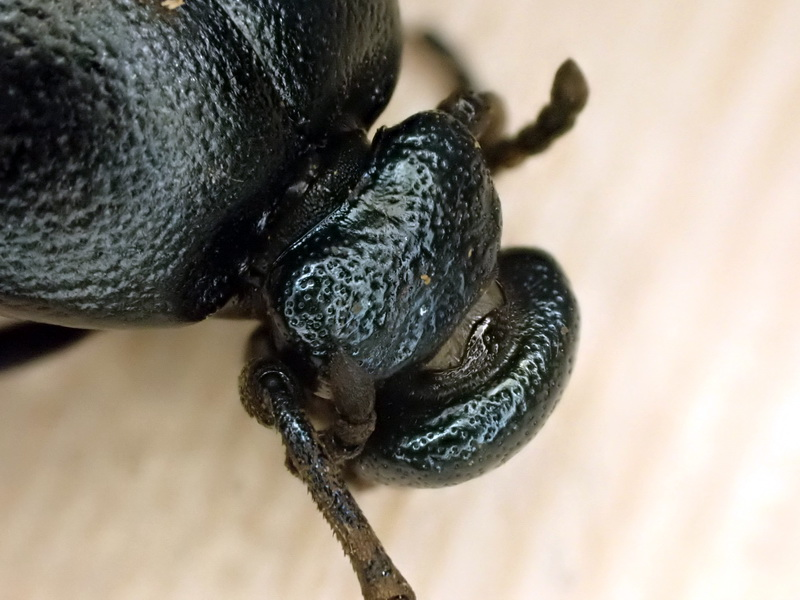